# أحمد عبد الله (مؤلف)
أحمد عبد الله مؤلف وكاتب سيناريو مصري.

## مؤلفاته

### الأفلام
- عبود على الحدود
- الناظر
- فارس ظهر الخير
- ابن عز
- 55 أسعاف
- اللمبى
- عسكر في المعسكر
- ميدو مشاكل
- فول الصين العظيم
- غبى منة فية
- عيال حبيبة
- يانا يا خالتى
- قصة الحى الشعبى
- عليا الطرب بتلاتة
- لخمة راس
- أحلام الفتى الطايش
- كركر
- كباريه
- الفرح
- حد سامع حاجة
- ساعة ونص
- الحرامى والعبيط
- اللية الكبيرة
- الماء والخضرة والوجة الحسن
- شنطة حمزة

### مسلسلات
- الحارة
- بين السرايات
- رمضان كريم
- ارض النفاق

### مسرحيات
- عالم قطط
- الابندا
- حكيم عيون